# Pierre Pelot
Pierre Pelot, właściwie Pierre Grosdemange, ps. Pierre Suragne (ur. 13 listopada 1945 w Saint-Maurice-sur-Moselle w Wogezach) – francuski pisarz.
Autor bardzo licznych utworów, głównie w tematyce science fiction, ale również w gatunkach westernu, fantasy, thriller i powieści historycznej. Jego powieść Transit (1977) została przetłumaczona m.in. na j. polski (Czytelnik, Seria „Z kosmonautą”, 1983; zrecenzowała ją Barbara Okólska dla „Fantastyki” 8/83, s. 50–51).
Od 1960 do 1963 uczył rysunku, współpracował przy wielu komiksach jako scenarzysta.

## Wybrane utwory

### Chromagnon ‘Z’
- Paradis zéro (1984)
- Le bruit des autres (1985)
- Les Passagers du mirage (1985)
- Les conquérants immobiles (1985)

### Les hommes sans futur
- Les mangeurs d’argile (1981)
- Saison de Rouille (1982)
- Soleils Hurlants (1983)
- Le père de feu (1984)
- Le Chien Courait sur l’Autoroute en Criant son Nom (1984)
- Ce chasseur-là Coll. (1985)

### Inne powieści
- Mal Iergo le dernier (1972) [jako Pierre Suragne]
- L’enfant qui marchait sur le ciel (1972)
- La nef des dieux (1973) [jako Pierre Suragne]
- Mecanic Jungle (1973) [jako Pierre Suragne]
- Et puis les loups viendront (1973) [jako Pierre Suragne]
- Ballade pour presque un homme (1974) [jako Pierre Suragne]
- Mais si les papillons trichent (1974) [jako Pierre Suragne]
- Le dieu truqué (1974) [jako Pierre Suragne]
- Vendredi, par exemple (1975) [jako Pierre Suragne]
- La cité au bout de l’espace (1977) [jako Pierre Suragne]
- Les Barreaux de l’Eden (1977)
- Transit (1977)
- Le Sourire des Crabes (1977)
- La Septième Saison (1977)
- Delirium Circus (1977)
- Virgules téléguidées (1979) [jako Pierre Suragne]
- La Guerre Olympique (1980)
- Dérapages (1980) [jako Pierre Suragne]
- Parabellum Tango (1980)
- Kid Jesus (1980)
- Nos Armes Sont de Miel (1982)
- Le Sommeil du Chien (1983)
- La foudre au ralenti (1983)
- Le Pere de Feu (1984)
- Blues pour Julie (1984)
- Fou dans la tête de Nazi Jones (1986)
- Les passagers du mirage (1986)
- Mémoires d’un épouvantail blessé au combat (1986)
- Observation du virus en temps de paix (1986)
- Alabama.Un.Neuf.Neuf.Six. (1987)
- Sécession bis (1987)
- Offensive du Virus Sous le Champ de Bataille (1987)
- Le présent du fou (1990)
- Les forains du bord du gouffre (1990)
- Le ciel sous la pierre (1990)
- Les faucheurs de temps (1990)
- Le fils du grand Konnar (1990)
- La Nuit du Sagittaire (1990)
- Gilbert le Barbant – Le retour – (1991)
- le Rêve de Lucy (1991) z Yves Coppens i Tanino Liberatore
- Sur la piste des Rollmops (1991)
- Rollmops dream (1991)
- Ultimes aventures en territoires fourbes (1991)
- Sous Le Vent Du Monde (1999)